# Jukka Tolonen

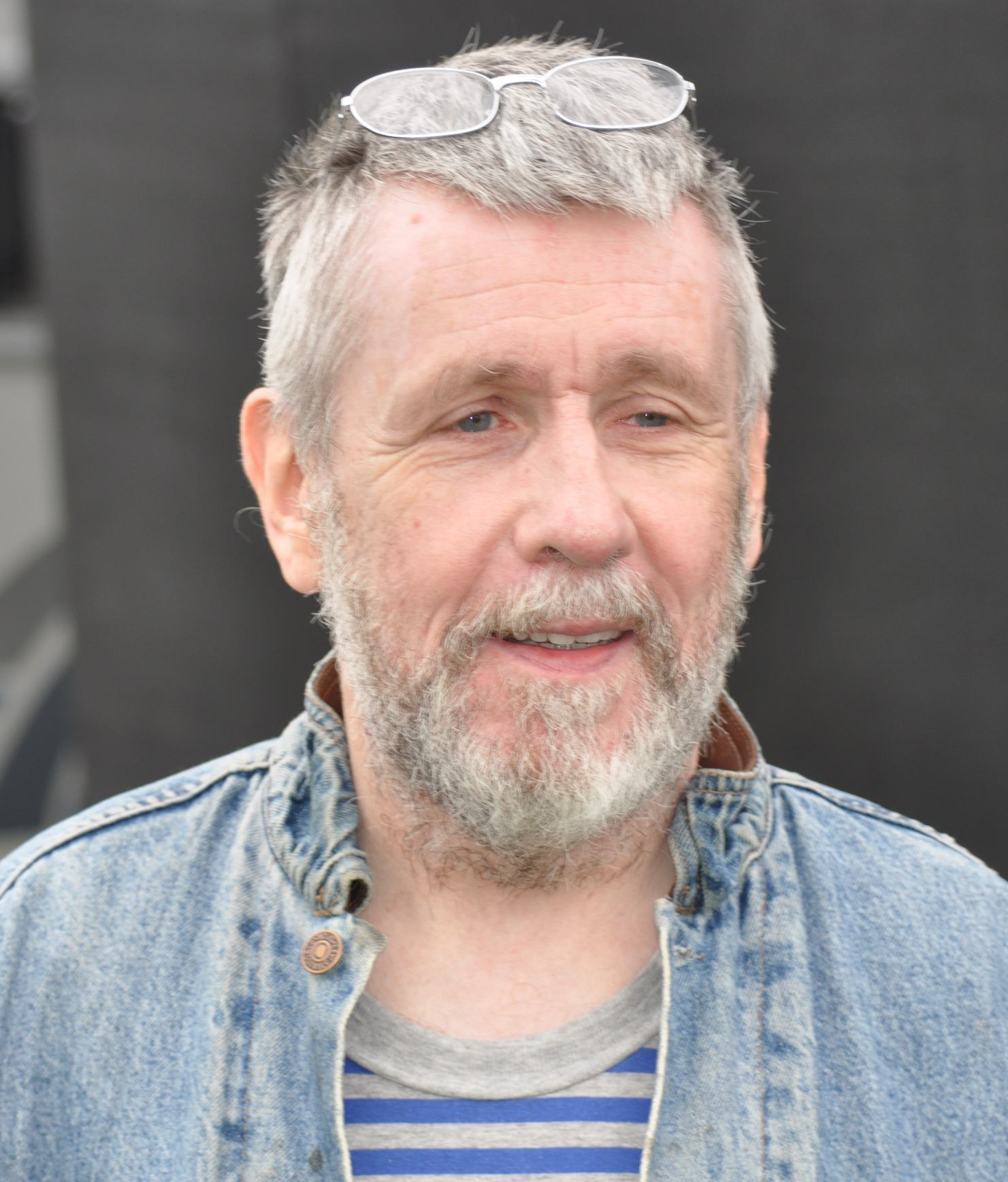
Jukka Tolonen (2012)

Jukka Tolonen (Helsinki, 16 april 1952) is een Finse jazzrock-gitarist. Hij is vooral bekend van zijn soloplaten. Hij speelt tevens piano.
Tolonen werd beroemd als gitarist van de band Tasavallan Presidentii die hij in 1969 met enkele Finse muzikanten oprichtte. Met deze band maakte hij verschillende platen. Begin jaren zeventig speelde hij mee op twee albums van de populaire groep Wigwam. Door de jaren heen heeft hij talloze solo-albums gemaakt en meegedaan aan verschillende projecten. 
Tolonen is een virtuoze gitarist en is populair en gerespecteerd in Finland en Zweden, waar hij heeft gewoond.

## Discografie (selectie)
Tasavallan Presidentii
- Tasavallan Presidentii, 1969
- Magneettimiehen kuolema (met Pekka Streng, 1970
- Tasavallan Presidentii II, 1971
- Lambertland, 1972
- Milky Way Moses, 1974
- Classics, 1990
- Still Struggling For Freedom, 2001
- Six Complete, 2006

Wigwam
- Tombstone Valentine, 1970
- Fairyport, 1970

Solo
- Tolonen!, 1971
- Summer Games, 1972
- The Hook, 1972
- Hysterica, 1974
- Crossection, 1974
- Band A Passenger to Paramaribo, 1975
- Impressions, 1975
- After Three Days (met Christian Sievert),1977
- Montreux Boogie Live (Jukka Tolonen band), 1977
- Mountain Stream (JTB), 1978
- High Flyin, 1979
- Just Those Boys (JTB), 1979
- Dums Have More Fun (JTB), 1980
- In a This Year Time, 1981
- Radio Romance, 1985
- Last Mohican (Jukka Tolonen Trio), 1990
- Big Time (Jukka Tolonen Trio), 1994
- On the Rocky Road-A Retrospective, 1997
- Cool Train: Tolonen Plays Coltrane, 2004

Diversen
- Nordic Jazz Quintet-Nordic Jazz Quintet, 1972
- Recflections-Charlie Mariano, 1975